# Alfons Karpiński
Alfons Karpiński (sinh ngày 20 tháng 2 năm 1875 – mất ngày 6 tháng 6 năm 1961 tại Kraków, Ba Lan) là một họa sĩ người Ba Lan, chuyên vẽ tranh chân dung phụ nữ, tranh tĩnh vật và tranh phong cảnh nước ngoài (Ý và Pháp).

## Sự nghiệp
Karpiński học hội họa tại Học viện Mỹ thuật ở Kraków dưới sự chỉ dẫn của họa sĩ Leon Wyczółkowski từ năm 1891 đến năm 1895. Sau đó, ông tiếp tục đi du học tại Học viện Mỹ thuật ở Munich (năm 1903), tại Học viện Mỹ thuật ở Vienna (1904 - 1907), và tại Học viện Colarossi ở Paris (1908 - 1912). Ông là thành viên của Hiệp hội nghệ sĩ Ba Lan "Sztuka". Phòng trưng bày tranh Alfons Karpiński đã được khai trương tại Bảo tàng Khu vực ở Stalowa Wola vào năm 2018.